# いるよ
「いるよ」は、2014年2月19日にソニー・ミュージックレコーズから発売された遊助の15枚目のシングル。

## 概要
前作「V(ボルト)/時給850円のサンタクロース」から約2か月ぶりのシングルであり、2014年初のシングルである。
表題曲「いるよ」は洋服の青山「フレッシャーズ」のCMソングとなっている。遊助の曲がCMソングに起用されるのは、2013年にCEDAR CRESTのCMソングとして使用された「翼」「アーチ」以来である。
ミュージック・ビデオは、2010年の「ひと」以来となる遊助自身の監督・脚本によるもので、菅田俊と伊藤沙莉が出演している。
初回生産限定盤Bの特典DVDには、フジテレビ系列で放送されている『めざましテレビ』の音楽ライブイベントより、「Earth Child」「一笑懸命」のライブ映像が収録されている。

## CDタイプ
- 初回生産限定盤A
  - デジパック仕様
  - DVD付き（約7分）
- 初回生産限定盤B
  - デジパック仕様
  - DVD付き（約9分）
- 通常盤
  - CDのみ（ボーナストラック収録）
  - ピクチャー型カレンダー（初回仕様のみ）

## 収録内容
全作詞：遊助

### 通常盤（CDのみ）
1. いるよ [5:28]
作曲・編曲：森元康介
  - 洋服の青山「フレッシャーズ」CMソング
2. ホームタウン [4:40]
作曲：遊助・岸田勇気、編曲：岸田勇気
3. 伝達ゲーム [3:14]
作曲：遊助・N.O.B.B、編曲：N.O.B.B
  - NEC『Lavie Z・Lavie Tab』「ノートもタブレットも」篇 CMソング
4. みなみの喫茶店 [4:51]
作曲：遊助・DAICHI、編曲：youwhich

### 初回生産限定盤A（DVD付）
CD
1. いるよ
2. ホームタウン
3. 伝達ゲーム
4. いるよ -instrumental-

DVD
1. いるよ　Music Video

### 初回生産限定盤B（DVD付）
CD
1. いるよ
2. ホームタウン
3. 伝達ゲーム
4. いるよ -instrumental-

DVD
1. 特別ライブ映像
「Earth Child」～「一笑懸命」めざまし LIVE ISLAND TOUR 2013 in 仙台 2013.10.6 (Sun)